# Crossopriza lyoni
Crossopriza lyoni är en spindelart som först beskrevs av John Blackwall 1867.  Crossopriza lyoni ingår i släktet Crossopriza och familjen dallerspindlar. Inga underarter finns listade i Catalogue of Life.